# Evgheni Voinovski
Evgheni Voinovski (în rusă Евгений Войновский; n. 17 iulie 1946, Hîjdieni, raionul Glodeni, gubernia Basarabia, Imperiul Rus – d. 19 august 2016, Moscova, Rusia) a fost un militar, chirurg și profesor sovietic și rus, membru corespondent al Academiei Ruse de Științe.

## Biografie
S-a născut în satul Hîjdieni din raionul Glodeni, RSS Moldovenească (actualmente în R. Moldova). A intrat la Institutul Medical din Chișinău, iar în al patrulea an de studiu s-a transferat la Facultatea de medicină a Institutului de Medicină militară din Kuibîșev.
În 1972 a devenit rezident, apoi rezident-senior al spitalului mobil de câmp al Grupului Forțelor Sovietice din Germania.
În anii 1979-1981 a fost rezident senior al unei secții chirurgicale, iar 1981-1984, șef al secției spitalului raional din Tașkent, Uzbekistan. În 1984-1988, a fost chirurg principal al Grupului Militar Operațional Nr. 340 al Districtului Militar Turkestan.
În 1988 ocupat funcția de chirurg-șef al spitalului „Burdenko” din Moscova, ulterior, a servit drept chirurg-adjunct pe lângă Ministerul rus al Sănătății.
Începând cu 1995, a fost chirurg principal al Ministerului Afacerilor Interne din Rusia, a lucrat la Spitalul Clinic al Ministerului Afacerilor Interne. Mai târziu a fost profesor la Departamentul de Chirurgie al Universității de Stat din Moscova de producții de alimente.
În 2007 a devenit membru-corespondent al Academiei Ruse de Științe.

## Distincții
A primit ordinele „Pentru slujirea patriei în forțele armate ale URSS” gradul III (1991), de „Curaj” (2005), „Onoare” (2000), Medalia „Pentru servicii patriei” gradul II (2003), Medalia „Pentru meritul militar” (1980), Ordinul afgan al „Stelei” de gradul II ”(1988).
- Om de știință onorat al Federației Ruse (2010)[6]
- Doctor onorat al Federației Ruse (1996)
- Doctor onorat al RSS Uzbekă